# الحزام الكبير
الحزام الكبير (بالدنماركيّة: Storebælt) هو مضيق يقع بين البرّ الرئيسي لجزيرة زيلاند وجزيرة فين في الدنمارك. يُعتبَر أحد المضائق الدنماركيّة الثلاثة التي تربط بحر البلطيق بخليج كاتيغات المتصل بدوره ببحر الشمال والمحيط الأطلسي غربًا. يربط الحزام الكبير بحر البلطيق من الجنوب بشكل رئيسي عبر قناة لانجيلاندبلت شرق جزيرة لانجلاند، وأيضًا من خلال قناة سيوسوند الصغيرة إلى الغرب من هذه الجزيرة، على طول ساحل فين. يبلغ عمق المضيق الأقصى حوالي 60 مترًا.

## النقل
كان النقل بين ضفتيّ المضيق تاريخيًا يعتمد على العبّارات والقوارب حتّى تم تشييد جسر الحزام الكبير عام 1998 بعد أكثر من خمسة عقود من التخطيط والمناقشات. وكانت النيّة الأساسيّة تتجه نحو استكمال طريق للسكك الحديديّة خلال ثلاث سنوات قبل افتتاح الطريق البري، إلا أنه تم فتح الطريق لحركة السكك الحديديّة عام 1997 وللحركة المروريّة عام 1998، وذلك بتكلفة تُقدَّر بحوالي 21.4 مليار كرونة دنماركية. ويُعتبر هذا الجسر أكبر مشروع بنائي في تاريخ الدنمارك.

## صور

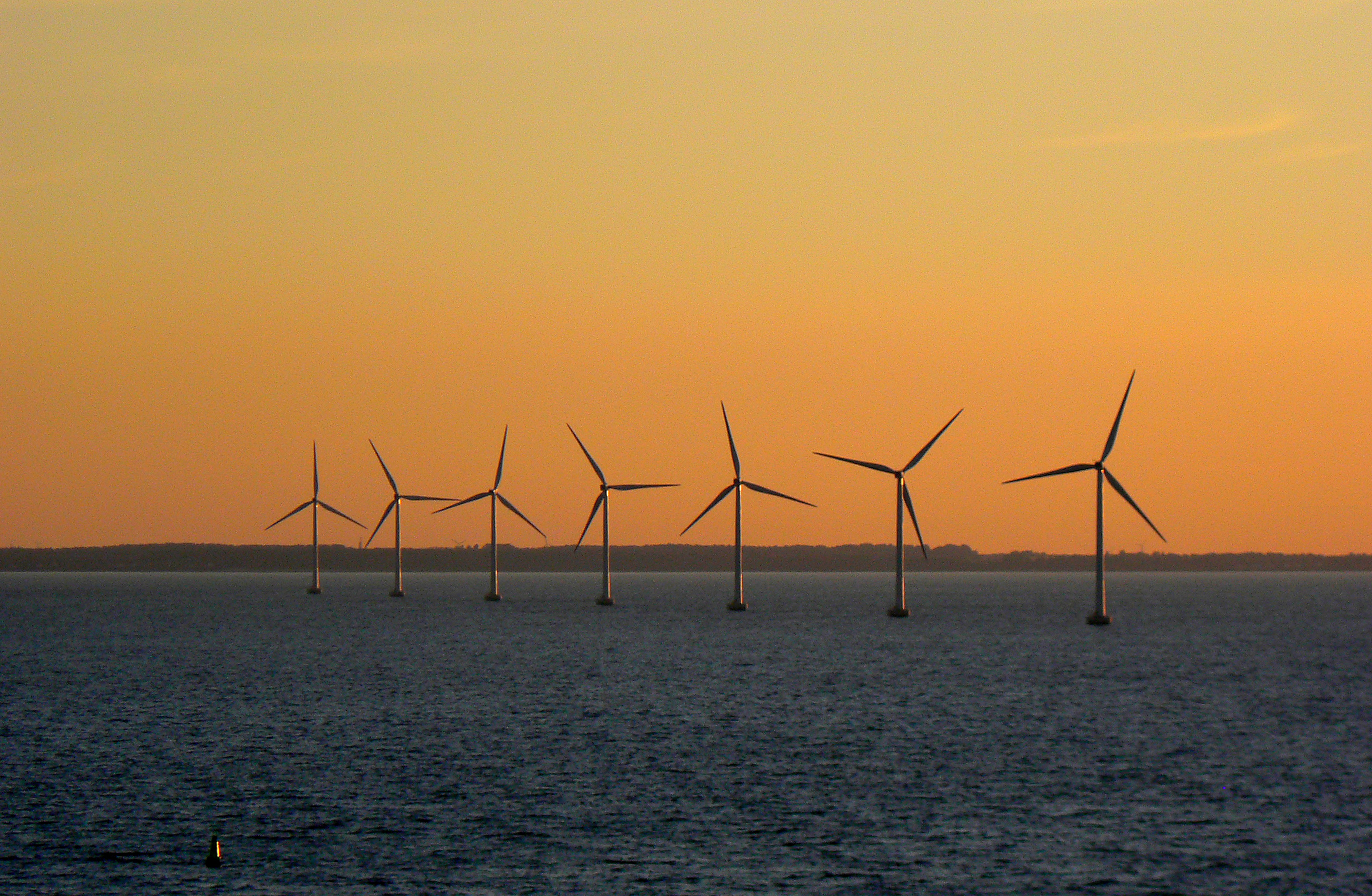
توليد الكهرباء من الرياح بالمضيق
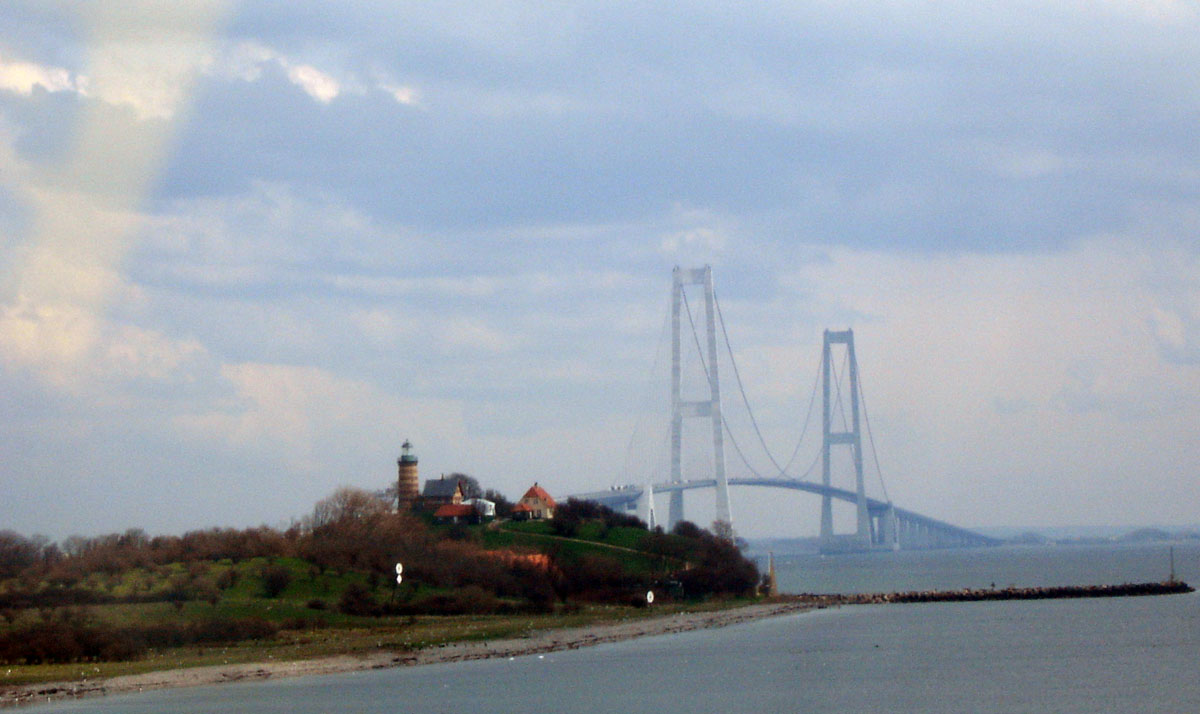
جسر الحزام الكبير على المضيق
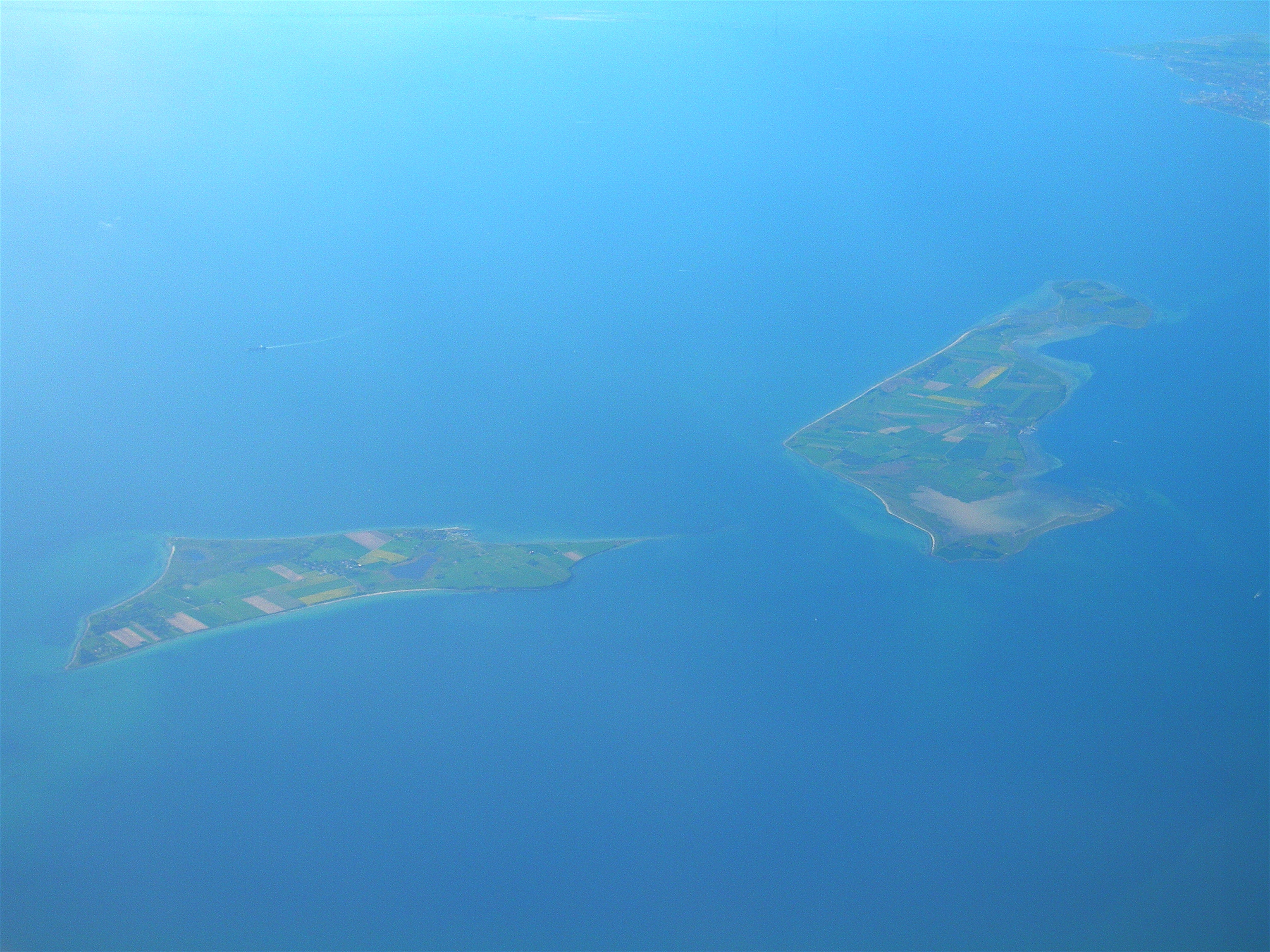
جزر في المضيق

## وصلات خارجية
- صورة جويّة للحزام الكبير في الدنمارك، ويكيمابيا